# Ambriz
Ambriz este o așezare situată în partea de nord-vest a Angolei, în Provincia Bengo. Este reședința municipalității omonime.